# 西藏的名称
西藏自治區（藏語：བོད་རང་སྐྱོང་ལྗོངས།，威利转写：Bod rang skyong ljongs，藏语拼音：Poi Ranggyong Jong），简称藏，通稱西藏，是中华人民共和国西南地区边疆的一个藏族自治区（省级民族自治地方）。“西藏”一名作为行政区划名最早始于清朝。

## “西藏”一名的起源
漢語中的“西藏”一名是汉藏两种语文的混合产物，其中“西”源自汉语，指西方，而“藏”源自藏语地名“衛藏”。“衛藏”（藏語：དབུས་གཙང，威利转写：dbus gtsang）在吐蕃王朝时期是国家的中心地域，“衛”（dbus），意爲中心，“藏”则指雅魯藏布江上游地区。《清實錄》康熙二年八月丙申（1663年9月2日）日录中有“西藏班禅胡土克图故，遣官致祭”的记载，可能是「西藏」一詞作为地名最早的应用。康熙六十年（1721年）的《御制平定西藏碑》也是该名较早的正式使用。
对于名称中“西”的出现，仍具有争议。陳慶英认为藏语「衛藏」中的「衛」（dbus）与满语中的表示「西方」的“满语：”（wargi）一詞讀音相近，应是“衛藏”一词先翻译为滿语“满语：”（wargi Dzang），而后再翻译为汉语时被译为了“西藏”；姜慰庐與蔡志纯认为，只是考虑到西藏位于清朝疆域的西部，而在“卫藏”省去“卫”字后冠上了表示方位的“西”字。

## 简称
西藏简称“藏”，“藏”（gtsang）清朝又称“后藏”，原指雅魯藏布江上游地区，大致相当于现今的日喀则市（北方小部除外）。

## 旧称

### 吐蕃
“吐蕃”一类名称源自藏语对藏区的名称བོད་（威利转写为 bod）。此词在约七世纪时被李泰按当时发音B'i̭wan加上“土”记为“土番”，在约十世纪时被旧唐书写作“吐蕃”。由于汉藏两语的语流音变和“土番”一词的“土著”含义，“蕃”字的现代汉语发音仍有一定争议。有新造词“图博”、“图博特”用以避免争议。
与“吐蕃”类似的突厥语词为 Tüpüt。其可能是源自（威利转写为 stod bod），也可能是源自突厥语指“高地”的词。此词经过波斯语或蒙古语成为了英语的。

### 乌斯藏
乌斯藏或写作乌思藏（藏語：དབུས་གཙང，威利转写：dbus gtsang，藏语拼音：Yü-Zang），为卫藏更直接的音译。